# Teatro Dal Verme
Le Teatro Dal Verme est un théâtre situé sur la Via San Giovanni sul Muro, à Milan, en Italie, construit à la fin du XIXe siècle sur le site d'un ancien théâtre privé, le Politeama Ciniselli.

## Historique
Le théâtre Dal Verme a été conçu par l'architecte Giuseppe Pestagalli, à la demande du comte Francesco Dal Verme, et était initialement utilisé pour des représentations de pièces de théâtre et d'opéras durant tout le XIXe et dans les premières années du XXe siècle. Aujourd'hui, le théâtre ne sert plus pour l'opéra et sa programmation comprend des concerts, des pièces de théâtre et de la danse, ainsi que des expositions et des conférences.
Le bâtiment initial, d'une capacité de 3 000 places, surmonté d'une grande coupole, a été construit selon la forme traditionnelle d'un fer à cheval, avec deux niveaux de loges et une grande galerie (ou loggione), qui à elle seule pouvait offrir plus de 1 000 sièges.
Le théâtre fut inauguré le 14 septembre 1872 avec une production des Huguenots de Meyerbeer. Durant ses « années d'or » le théâtre vit la création mondiale du premier opéra de Giacomo Puccini, Le Villi (31 mai 1884), de I Pagliacci (21 mai 1892) et I Medici (9 novembre 1893) de Ruggero Leoncavallo ou encore de Signa de Frederic Hymen Cowen (12 novembre 1893). La première représentation italienne de La Veuve joyeuse de Franz Lehar y fut donnée le 27 avril 1907, ainsi qu'en 1911 l'opéra Conchita de Riccardo Zandonai.
Dans les années 1930, le théâtre a été principalement utilisé comme cinéma. Il a ensuite été gravement endommagé par un bombardement aérien américain pendant la Seconde Guerre mondiale, après quoi sa magnifique coupole centrale, qui a survécu à l'attentat, a été dépouillée de toutes ses pièces en métal par l'armée d'occupation allemande. Il a été partiellement reconstruit en 1946, et pendant un temps, dans les années 1950, il a été utilisé pour la représentation de comédies musicales. Il est ensuite redevenu, jusqu'au début des années 1990 une salle de cinéma et a également servi pour des meetings politiques.

## Le théâtre actuel
En 1991, l'intérieur du Teatro Dal Verme a été complètement restructuré pour en faire un espace consacré à la musique. La rénovation a été achevée en 1998, et a permis de doter Milan d'un grand auditorium moderne, comprenant deux salles de spectacle, la Sala Grande, avec 1 420 sièges, et un espace plus petit, la Sala Piccola avec 200 sièges, ainsi qu'un espace pour la présentation d'expositions et une salle de conférence, la Sala terrazzo. Depuis septembre 2001, il est administré par la Fondazione I Pomeriggi Musicali, dont l'orchestre est résident au théâtre.

## Sources
1. ↑  (it) redazioneGBopera, « Riccardo Zandonai (1883-1944): “Conchita” (1911) », sur GBOPERA, 14 octobre 2020 (consulté le 14 juillet 2024)

- (en) Cet article est partiellement ou en totalité issu de l’article de Wikipédia en anglais intitulé « Teatro Dal Verme » (voir la liste des auteurs).